# 比利亚尔瓦德拉谢拉
比利亚尔瓦德拉谢拉，是西班牙卡斯蒂利亚-拉曼恰昆卡省的一个市镇。总面积41平方公里，根據 2004 年人口普查 (INE)，該市有 616 名居民，人口密度15人/平方公里。